# Tillsammans (musikprojekt)
Tillsammans var ett musikprojekt inom proggrörelsen, som drevs av Greg FitzPatrick.
Detta jätteprojekt innefattade flera sånger skrivna för FitzPatricks tidigare grupp Handgjort, men nu medverkade även Christian Diesen som textförfattare. Denna gång användes däremot ej några indiska instrument. Musikerna var medlemmar i band som Kebnekajse, Atlantic Ocean, Jason's Fleece, Fläsket brinner, Arbete & fritid och Södra Bergens Balalaikor. Projektet resulterade 1973 i musikalbumet Tillsammans (Silence SRS 4617).

## Medverkande
- Greg FitzPatrick (sång, gitarr, keyboards, bas, trummor)
- Rick Mitchell (gitarr, bas)
- Stefan Nylander (sång, gitarr, cello)
- Staffan Stenström (sång)
- Esther Nordenbring (sång)
- Jan Hammarlund (sång)
- Lena Ekman (sång)
- Mikael Ramel (sång)
- Jan Zetterqvist (sång, trummor)
- Gittan Wernström (sång)
- Lasse Holmqvist (sång)
- Lena Carlsson (sång)
- Pelle Lindström (sång)
- Göran Lagerberg (sång)
- Thomas Netzler (sång)
- Gunnar Andersson (sång)
- Kenny Håkansson (gitarr)
- Torbjörn Simonsson (gitarr)
- Guy Öhrström (gitarr)
- Sam Ellison (gitarr, trummor)
- Gunnar Bergsten (saxofon)
- Kenneth Arnström (saxofon, klarinett)
- Mats Söderqvist (saxofon)
- Roland Keijser (saxofon)
- Nalle Hallin (trumpet)
- Torsten Eckerman (trumpet)
- Christer Ekhé (kornett)
- Frederick John (trombon)
- Sten Bergman (keyboards)
- Fred Lane (dragspel)
- Sergio Cuevas (harpa)
- Jan Hellberg (fiol, mandolin, domra)
- Mats Glenngård (fiol, sång)
- Mats Leander (sång)
- Björn Isfält (cello)
- Staffan Hermansson (cello)
- Slim Lidén (säckpipa)
- Allan Westin (balalajka)
- Arne Hultman (balalajka)
- Hans Jonsson (balalajka)
- Staffan Skäre (balalajka)
- Ulla Dixgård (balalajka)
- Oystein Keiseraas (balalajka)
- Björn Wahlgren (domra)
- Björn Wahlström (domra)
- Gunnar Mellander (domra)
- John Lundberg (domra)
- Karin Biribakken (domra)
- Mari-Ann Edler (domra)
- Rebecca Fors (domra)
- Sussie Wigelius (domra)
- Thomas Lundkvist (domra)
- Anders Söderberg (bas)
- Owe Gustavsson (bas)
- Jan Bandel (vibrafon)
- Bill Öhrström (percussion)
- Hans Wiktorsson (percussion)
- Sören Hansen (percussion)
- Yvonne Örsan (percussion)